# Inglewood-Finn Hill
Inglewood-Finn Hill je anektovaná obec v okrese King v americkém státě Washington. Její počet obyvatel v roce 2010 byl 22 707, přesto byla o rok později anektována sousedním Kirklandem.
Obec byla založena pojmenována roku 1888 osadníkem L. A. Woldem. Jelikož se nachází přímo mezi Kirklandem a Kenmorem, dlouho připadala v úvahu její anexe jedním z těchto měst. V prosinci 2009 bylo v referendu rozhodnuto o spojení s větším Kirklandem. Avšak čtvrť Norway Hill na severovýchodě území bývalé obce leží v anexním území města Bothell.
Z celkové rozlohy 20,6 km² tvoří 27 % vodní plocha. Z 22 707 obyvatel, kteří zde v roce 2010 žili, tvořili 82 % běloši, 9 % Asiaté a 2 % Afroameričané. 6 % obyvatelstva bylo hispánského původu.